# Hiroki Azuma (Fußballspieler)
Hiroki Azuma (jap. 東 博樹, Azuma Hiroki; * 10. Juli 1966 in der Präfektur Kyoto) ist ein ehemaliger japanischer Fußballspieler.

## Karriere
Azuma erlernte das Fußballspielen in der Universitätsmannschaft der Dōshisha-Universität. Seinen ersten Vertrag unterschrieb er 1989 bei Matsushita Electric. Der Verein spielte in der höchsten Liga des Landes, der Japan Soccer League. 1990 gewann er mit dem Verein den Kaiserpokal. Mit Gründung der Profiliga J.League 1992 und der damit verbundenen Neuorganisation des japanischen Fußballs wurde der Matsushita Electric zu Gamba Osaka. 1994 wechselte er zum Ligakonkurrenten Yokohama Flügels. 1996 wechselte er zum Zweitligisten Vissel Kobe. 1996 wurde er mit dem Verein Vizemeister der Japan Football League und stieg in die J1 League auf. Ende 1997 beendete er seine Karriere als Fußballspieler.

## Erfolge
Matsushita Electric
- Kaiserpokal

Sieger: 1990